# Новиков, Василий Логинович
Василий Логинович Новиков (1915 — 30 июня 1941) — советский лётчик военно-морской авиации, участник Великой Отечественной войны, Герой Российской Федерации (6.07.1995, посмертно).Краснофлотец (1940).

## Биография
Родился в 1915 году в деревне Гурьевка Тульской губернии. Русский. Окончил 7 классов школы.
Призван на срочную службу в РККФ в июне 1940 года. Окончил Объединённую школу младших авиационных специалистов в мае 1941 года и с этого месяца — воздушный стрелок-радист экипажа самолета ДБ-3Т 1-го минно-торпедного авиаполка 8-й минно-торпедной авиабригады Краснознамённого Балтийского флота.
Участник Великой Отечественной войны с первого дня. Летал в составе экипажа младшего лейтенанта Игашова. Обеспечивал выполнение боевых задач в атаках наступающих гитлеровских войск в районе Мемеля и Кёнигсберга, в бомбардировках транспортов в районе Либавы.
30 июня 1941 года экипаж выполнил боевую задачу, уничтожив понтонный мост через реку Западная Двина. На обратном пути был атакован вражескими истребителями. Один из них был сбит метким огнём краснофлотца Новикова и младшего лейтенанта Хохлачёва. Но и бомбардировщик был подожжён и стал терять высоту. В это время на него набросилась ещё четвёрка Bf 109F. Тогда Игашов довернул свой самолёт им навстречу и правым крылом снёс хвостовое оперение одного «мессершмитта». После этого направил горящий самолёт на мотоколонну противника, скопившуюся у переправы через Западную Двину.
Это был первый в истории авиации таран воздушной и наземной цели в одном бою.
После войны школьники города Даугавпилса вместе с учителем В. Фроловым нашли останки героев и перезахоронили в городе.
Однополчане долго добивались награждения экипажа. Несмотря на ряд представлений к званию Героев Советского Союза, 7 мая 1970 года весь экипаж был посмертно награждён орденами Отечественной войны I степени.
Указом Президента Российской Федерации № 679 от 6 июля 1995 года «за мужество и героизм, проявленные в борьбе с немецко-фашистскими захватчиками в Великой Отечественной войне 1941—1945 годов» экипажу торпедоносца (младший лейтенант Игашов Пётр Степанович, лейтенант Парфёнов Дмитрий Георгиевич, младший лейтенант Хохлачёв Александр Митрофанович, краснофлотец Новиков Василий Логинович) было посмертно присвоено звание Героя Российской Федерации.

## Память

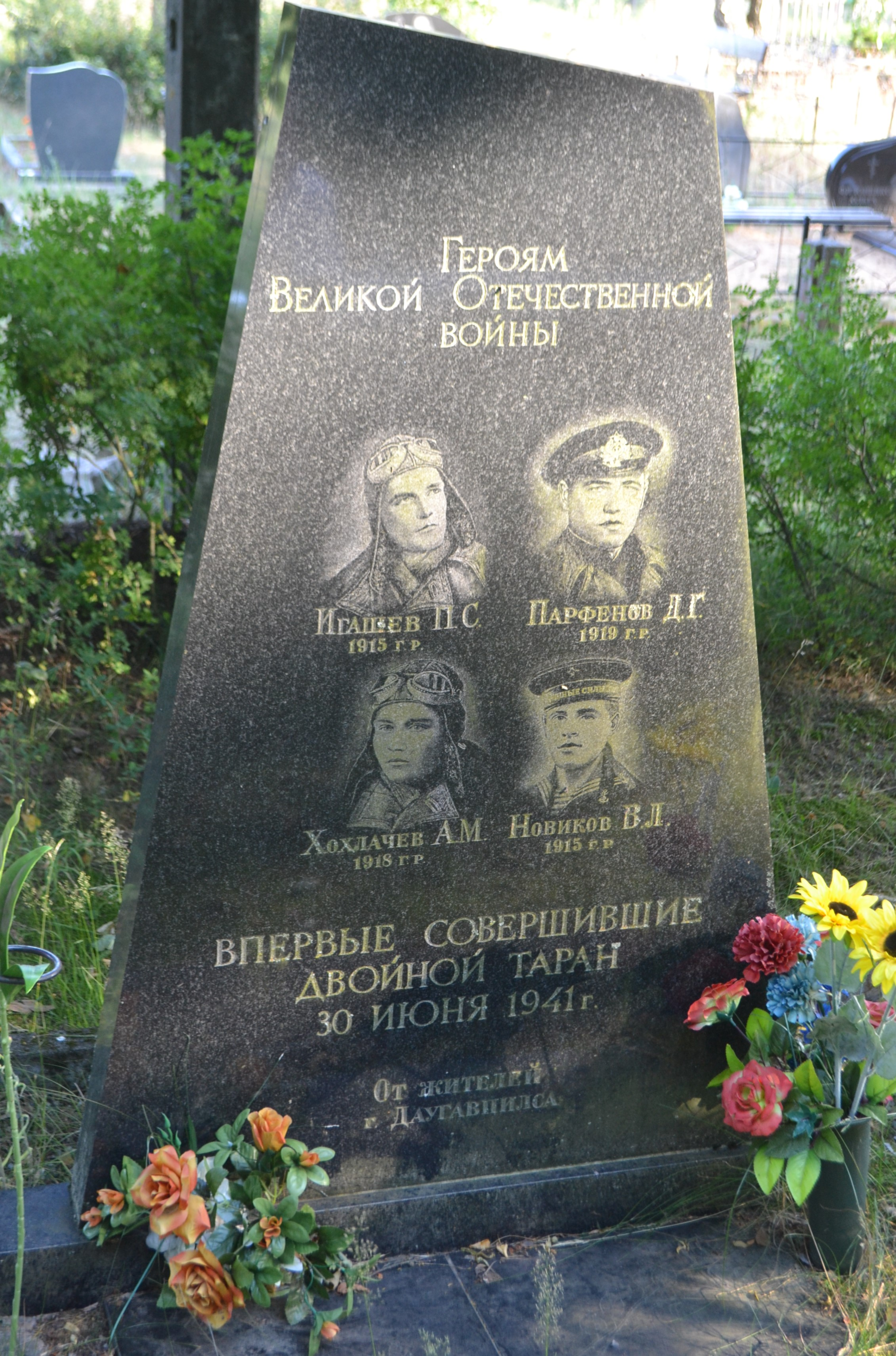
Памятник на Братском кладбище в Даугавпилсе

На месте падения самолёта у посёлка Крауяс Науенской волости на 4 км шоссе Даугавпилс — Краслава установлен памятник (первоначально металлический обелиск от работников Даугавпилсского завода химического волокна, впоследствии заменён на гранитную стелу). Решением Кабинета министров Латвии от 14 июля 2022 г. памятник утверждён в «Списке демонтируемых объектов на территории Латвийской Республики, прославляющих советский и нацистский режимы» со сроком демонтажа до 15 ноября 2022 года.

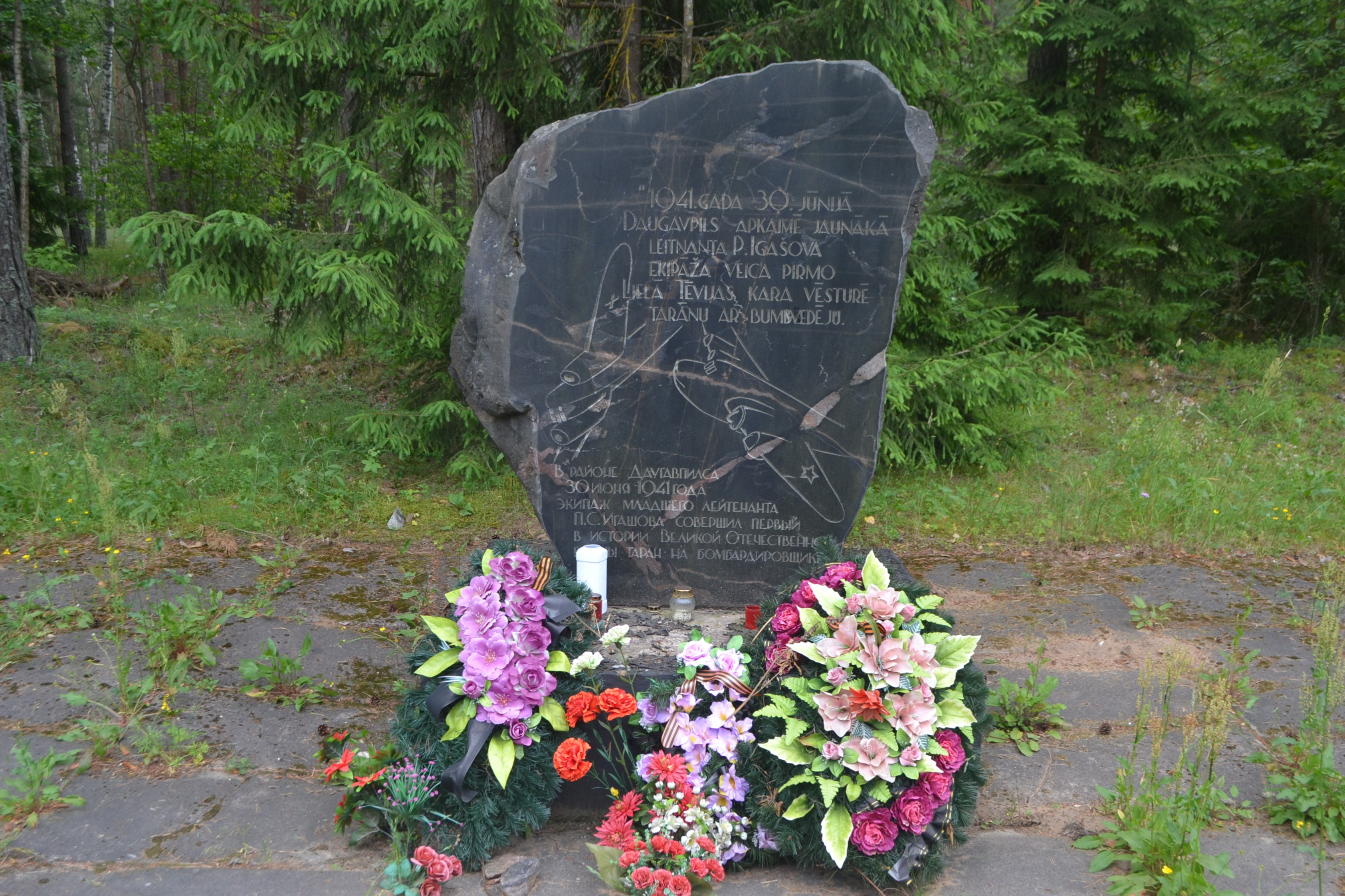
Памятник на месте гибели экипажа